# 동부주 (시에라리온)

동부주

동부주(Eastern Province)는 시에라리온을 구성하는 4개의 행정 구역 가운데 하나로 주도는 케네마이며 면적은 15,553km2, 인구는 1,641,012명(2015년 기준)이다. 북동쪽으로는 기니, 남쪽과 동쪽, 남동쪽으로는 라이베리아와 국경을 접하고 있고 서쪽으로는 남부주, 북서쪽으로는 북부주와 접한다. 3개 구를 관할한다. 시에라리온에서 유일하게 바다와 맞닿아 있지 않은 주이기도 하다.

## 동부주의 구
- 카일라훈구 (Kailahun District) - 행정 중심지: 카일라훈
- 케네마구 (Kenema District) - 행정 중심지: 케네마
- 코노구 (Kono District) - 행정 중심지: 코이두타운

## 같이 보기
- 시에라리온의 행정 구역